# Tournoi de tennis de la côte Pacifique (dames 1930)
Le tournoi de tennis de la côte Pacifique est un tournoi de tennis. L'édition féminine 1930 se dispute à Berkeley du 30 septembre au 5 octobre 1930.
Helen Wills remporte le simple dames. En finale, elle bat Anna McCune Harper.
L'épreuve de double voit quant à elle s'imposer Edith Cross et Anna McCune Harper.
En double mixte, la paire Helen Wills et George Lott enlève le titre.

## Résultats en simple

### Tableau final
|  |                    |  |   |   |  |
|  | Finale             |  |   |   |  |
|  |                    |  |   |   |  |
|  |                    |  |   |   |  |
|  | Helen Wills        |  | 6 | 6 |  |
|  | Helen Wills        |  | 6 | 6 |  |
|  | Anna McCune Harper |  | 3 | 1 |  |

## Résultats en double

### Tableau final
|  |                                   |  |   |   |   |
|  | Finale                            |  |   |   |   |
|  |                                   |  |   |   |   |
|  |                                   |  |   |   |   |
|  | Edith Cross Anna McCune Harper    |  | 4 | 6 | 6 |
|  | Edith Cross Anna McCune Harper    |  | 4 | 6 | 6 |
|  | Marjorie Gladman Marjorie Morrill |  | 6 | 3 | 2 |

## Résultats en double mixte

### Tableau final
|  |                            |  |   |   |  |
|  | Finale                     |  |   |   |  |
|  |                            |  |   |   |  |
|  |                            |  |   |   |  |
|  | Helen Wills George Lott    |  | 6 | 7 |  |
|  | Helen Wills George Lott    |  | 6 | 7 |  |
|  | Edith Cross Wilmer Allison |  | 2 | 5 |  |